# Projekt 661
Projekt 661 (v kódu NATO třída Papa) byla třída ponorek Sovětského námořnictva s jaderným pohonem, reprezentovaná pouze jednou ponorkou – K-162 (později přejmenována na K-222). Jednalo se o rychlý nosič protilodních střel, na kterém byly zkoušeny nové postupy a technologie, včetně titanového trupu. Ponorka již byla vyřazena ze služby.

## Stavba

Ilustrace ponorky třídy Papa

K-162 postavila loděnice v Severodvinsku, do služby byla zařazena v roce 1969.

## Konstrukce
Trup ponorky byl vyroben z titanu. Největší hloubka ponoru dosahovala cca 400 metrů. Ponorka nesla šest 533mm torpédometů, ze kterých mohla být vypouštěna torpéda či řízené střely RPK-2 Viyuga (v kódu NATO SS-N-15 Starfish). V její přední části pak bylo, pod rozměrnými kryty, uloženo deset protilodních střel P-120 Malachit (v kódu NATO SS-N-9 Siren) s dosahem cca 120 km. Střely mohly být vypouštěny při plavbě pod hladinou.
Pohonný systém tvořily dva jaderné reaktory V-5R chlazené vodou a dvě parní turbíny GTZA-618. Lodní šrouby byly dva. Ponorka dosahovala vysokých výkonů. Nejvyšší rychlost byla 25 uzlů na hladině a 45 uzlů pod hladinou.